# Pliocercus elapoides
Espèce
Synonymes
- Elapochorus deppei Peters 1860
- Liophis tricinctus Jan, 1863
- Pliocercus salvinii Müller, 1878
- Liophis elapoides diastema Bocourt, 1886
- Pliocercus bicolor Smith, 1941
- Pliocercus elapoides semicinctus Schmidt, 1941
- Pliocercus andrewsi Smith, 1942
- Pliocercus elapoides schmidti Smith, 1942
- Pliocercus elapoides salvadorensis Mertens, 1952
- Pliocercus andrewsi pacificus Smith & Chrapliwy, 1957
- Pliocercus elapoides hobartsmithi Liner, 1960
- Pliocercus elapoides occidentalis Smith & Landy, 1965
- Pliocercus psychoides Smith & Chiszar, 1996

Statut de conservation UICN

 LC  : Préoccupation mineure
Pliocercus elapoides  est une espèce de serpents de la famille des Colubridae.

## Répartition
Cette espèce se rencontre au Mexique, au Belize, au Guatemala, au Honduras et au Salvador.

## Liste des sous-espèces
Selon The Reptile Database (21 mars 2012) :
- Pliocercus elapoides celatus Smith, 1943
- Pliocercus elapoides diastemus (Bocourt, 1886)
- Pliocercus elapoides elapoides Cope, 1860
- Pliocercus elapoides laticollaris Smith, 1941
- Pliocercus elapoides salvinii Müller, 1878

## Publications originales
- Cope, 1860 : Catalogue of the Colubridae in the Museum of the Academy of Natural Sciences of Philadelphia, with notes and descriptions of new species. Part 2. Proceedings of the Academy of Natural Sciences of Philadelphia, vol. 12, p. 241-266 (texte intégral).
- Müller, 1878 : Katalog der im Museum und Universitätskabinet zu Basel aufgestellten Amphibien und Reptilien nebst Anmerkungen. Verhandlungen der Naturforschenden Gesellschaft in Basel, vol. 6, no 4, p. 559-709 (texte intégral).
- Bocourt, 1886 : Études sur les Reptiles. Mission scientifique au Mexique et dans l'Amérique Centrale. Recherches Zoologiques, p. 325-327.
- Smith, 1941 : On the Mexican snakes of the genus Pliocercus. Proceedings of the Biological Society of Washington, vol. 54, p. 119-124 (texte intégral).
- Smith, 1943 : Another Mexican snake of the genus Pliocercus. Journal of the Washington Academy of Sciences, vol. 33, no 11, p. 344-345 (texte intégral).